# Zierliche Feldwespe

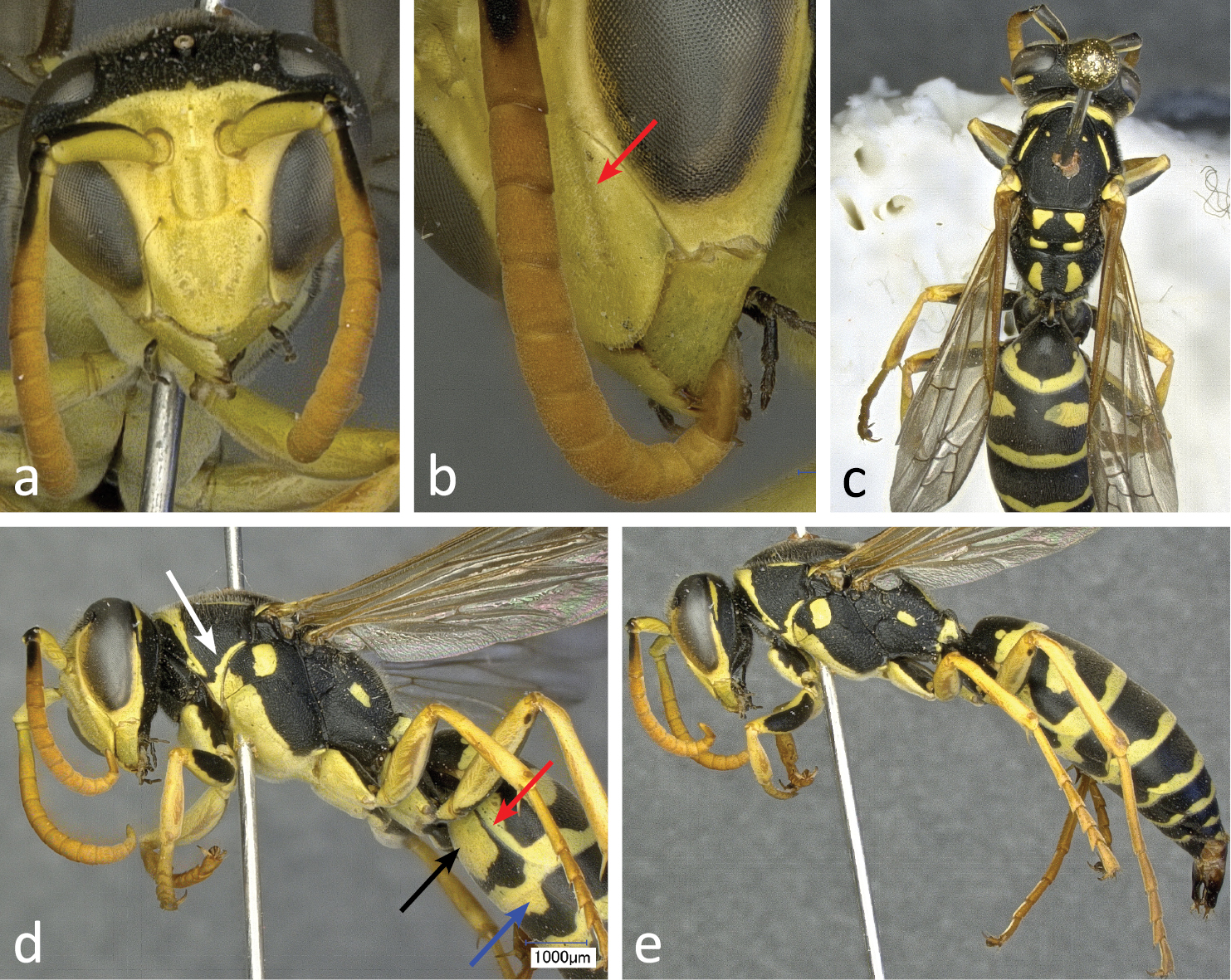
Präparat eines Männchens

Die Zierliche Feldwespe (Polistes bischoffi) ist ein Hautflügler aus der Familie der Faltenwespen (Vespidae). 2014 wurde von ihr eine Art abgespalten, die zunächst Polistes helveticus genannt wurde, nachdem man sowohl morphologische Unterschiede als auch solche der Sequenz der mtDNA gefunden hatte. Die Neubeschreibung führte dazu, dass wohl die meisten als Polistes bischoffi bezeichneten Sammlungspräparate, insbesondere in Mitteleuropa, richtigerweise eine andere Art betreffen. So zeigte sich, dass in der Schweiz etwa 450 Präparate falsch beschriftet und bis zur Erstbeschreibung der neuen Art nur weniger als 10 echte Polistes bischoffi-Präparate in Sammlungen zu finden waren. In Südeuropa ist dieser Umstand entsprechend umgekehrt. Die neu beschriebene Schwesterart wurde kurz darauf als identisch zu einer schon früher aus Zentralasien (Mongolei) beschriebenen Art erkannt, ihr korrekter Name ist daher heute Polistes albellus.

## Merkmale
Die Tiere haben eine Körperlänge von bis zu 14 Millimetern (Königin). Wie auch die übrigen Feldwespen sind sie schwarz-gelb gezeichnet. Die Art ist den Weibchen der Berg-Feldwespe (Polistes biglumis) sehr ähnlich. Ähnlich ist außerdem Polistes albellus. Es handelt sich um eine der kleinsten Polistes-Arten in Europa. Die kleinen und mäßig hell gefärbten Faltenwespen haben Fühler, bei denen das zweite Fühlerglied Pedicellus und nur die äußerste Basis des ersten Flagellomers immer auf der Oberseite schwarz gefärbt sind. Das Flagellum ist ansonsten bei beiden Geschlechtern oben hellgelb gefärbt oder schwach verdunkelt. Dies unterscheidet die Art von Polistes albellus, die erst 2014 von Polistes bischoffi als eigenständige Art abgespalten wurde. Polistes albellus und P. bischoffi sind die einzigen beiden europäischen Polistes-Arten, bei denen die Epicnemialnaht bei den Weibchen häufig fehlt. Da diese beiden Arten auf Grund ihrer unterschiedlichen Färbung (besonders der Fühler) gut unterscheidbar sind, ist eine Verwechslung mit anderen Polistes-Arten kaum möglich.
Das Weibchen ist wie folgt bestimmbar: Es hat eine zurückgebildete, oder fehlende Epicnemialnaht, ihr Hypopygium ist schwarz. Meist ebenso schwarz sind die Hüften (Coxen) der Hinterbeine, die selten aber auf der Oberseite gelb gefleckt sein können. Das Mesoscutum ist in der Regel auch schwarz, es trägt selten ein feines Paar gelber Punkte. Das Propodeum trägt seitlich in der Regel einen gelben Fleck. Das Männchen kann man anhand des gelben Epicnemium und Mesosternum sowie den Wangen, die sich von dorsal betrachtet direkt hinter den Facettenaugen verjüngen, erkennen.

### Beschreibung der Weibchen
Die Weibchen sind 9,9 bis 14,1 Millimeter lang mit einer Vorderflügellänge von 7,8 bis 11,4 Millimetern. Ihre Stirnplatte (Clypeus) ist gelb mit schwarzem Rand und mittig einem großen schwarzen Fleck, der in der Regel isoliert, selten aber als rhombenförmige Querbinde ausgebildet ist und dann den Seitenrand erreicht. Das Gesicht trägt einen großen, nahezu dreieckigen gelben Fleck, der den Innenrand der Facettenaugen erreicht. Der obere Teil der Wangen trägt einen kleinen langgestreckten Fleck, die Frons trägt einen in der Regel ununterbrochenen horizontalen gelben Streifen.
Am Mesosoma verändert sich die Oberflächenbeschaffenheit von grob am Mesepisternum zu glatt am Epicnemium häufig gleichmäßig. Das Pronotum trägt am Hinterrand ein Paar Längsstreifen, die nicht den Querstreifen am Kragen des Pronotums erreichen. Das Schildchen (Scutellum) trägt ein Paar gelber, einigermaßen dreieckiger Flecken, auf die ein Paar rechteckiger Flecken am Metanotum und ein Paar halbmondförmiger Flecken am Rücken des Propodeums folgt. Das Mesopleuron trägt einen gelben Fleck. Das Propodeum ist seitlich gelb. Die Tegulae sind vorne und hinten gelb und haben dazwischen einen eher durchsichtigen Bereich. Die Beine sind apikal gelb und orange; schwarz sind sie nur an den Hüften (Coxen), dem Schenkelring (Trochanter) und großen Teilen der Schenkel (Femora), einschließlich der Basis der Schenkels.
Am Metasoma trägt jedes Tergum hinten eine durchgehende gelbe Binde, die aber leicht schwarz eingekerbt ist. Am zweiten Tergum befinden sich außerdem zwei gelbe Flecken, nur selten befinden sich auch am ersten Tergum zwei kleine gelbe Flecken. Am zweiten und dritten Sternum ist die gelbe Binde am Hinterrand für gewöhnlich durchgehend, am dritten Sternum ist sie gelegentlich nahe der Unterbrechung mittig eingekerbt. Die Binde am vierten Sternum ist unterbrochen, am fünften ist die Binde deutlich unterbrochen und nur als seitliche gelbe Flecken ausgebildet.

### Beschreibung der Männchen
Die Männchen sind 11,3 bis 13,4 Millimeter lang mit einer Vorderflügellänge von 9,3 bis 9,8 Millimetern. Bei ihnen sind Mandibeln, der Bereich von deren Basis bis zur Unterseite der Facettenaugen, die Stirnplatte, ein langgestreckter Fleck auf der oberen Seite der Wangen und das Gesicht gelb gefärbt. Der obere Teil der Frons, der Vertex, Scheitel und der Hinterkopf sind schwarz. Die Stirnplatte ist apikal abgerundet und trägt seitlich je eine feine Rille, die bis zu den orbitalen Einbuchtungen reicht.
Am Mesosoma ist das Pronotum gelb und trägt einen Querstreifen entlang des Kragens, der häufig nach unten zu einem Paar längs liegender gelber Flecken auf dem Seitenrand des Pronotums reicht. Das Epicnemium und das Mesosternum sind gelb. Die Beine sind gelb und teilweise orange, mit Ausnahme der Oberseite der Hüften, Schenkelringe und Schenkel, die schwarz sind. Das übrige Mesosoma ist gleich dem der Weibchen gefärbt.
Am Metasoma reicht die gelbe Binde hinten am zweiten Tergum seitlich zur Basis nach vorne, ist teilweise aber unterbrochen. Die übrigen Terga sind wie bei den Weibchen gefärbt. Das zweite Sternum trägt ein Paar meist isoliert liegender gelber Flecken. Das dritte Sternum trägt sowohl am Hinter- wie am Vorderrand gelbe Binden. Das vierte und fünfte Sternum trägt hinten eine durchgehende gelbe Binde, am sechsten Sternum ist sie unterbrochen, am Hypopygium fehlt sie.

## Vorkommen
Polistes bischoffi ist im Vergleich zu Polistes albellus die südlich vorkommende Art. Die „neue“ Verbreitung von Polistes bischoffi umfasst seit der Abspaltung nur mehr Südeuropa und reicht von der Atlantikküste des südlichen Frankreich über die Türkei bis Westasien. Ihr nördlichstes bekanntes Vorkommen ist das österreichische Gebiet der Pannonischen Tiefebene bei Neusiedl am See, sowie mehrere Fundorte in der Schweiz, wo die Art bereits 1927 am Fluss Versoix nahe Genf gefunden wurde. An sämtlichen nördlicheren Fundorten in der Schweiz tritt die Art sympatrisch mit Polistes albellus auf, besiedeln also die gleichen Lebensräume. Dort gibt es keine Funde vor 1992, was eine Ausbreitung auf Grund der Klimaerwärmung nahelegt.
In der Schweiz ist die Art, mehr noch als Polistes albellus, ausschließlich an feuchte Lebensräume wie Sümpfe an Seeufern gebunden. Man findet sie in der Schweiz von Meereshöhe bis in etwa 540 Meter Seehöhe, wobei Funde in der Türkei von deutlich höheren Lagen existieren, bei denen eine exakte Höhenangabe jedoch nicht mehr bekannt ist.

## Lebensweise
Das Nest wird auch in syntop besiedelten Lebensräumen ähnlich wie bei Polistes albellus nahe am Boden an Pflanzenstängeln bzw. Stämmen gebaut. Die Waben erreichen einen Durchmesser von maximal fünf Millimetern, in einem Nest leben nur etwa 30 Arbeiterinnen. Die meisten Tiere wurden im August und September gefunden. Der früheste Nachweis eines Weibchens vom 19. April stammt von Galéria (Korsika), der späteste eines aktiven Nestes vom 10. September aus Mönchaltorf (Schweiz). Das früheste dokumentierte Männchen wurde am 10. August in Pfäffikon (Schweiz) gefangen, das späteste in Wetzikon (Schweiz) am 9. September. Die Zierliche Feldwespe ist aggressiv und kann den Menschen schmerzhaft stechen, wobei der Schmerz nicht lange anhält.

## Belege